# Semih Kaplanoğlu

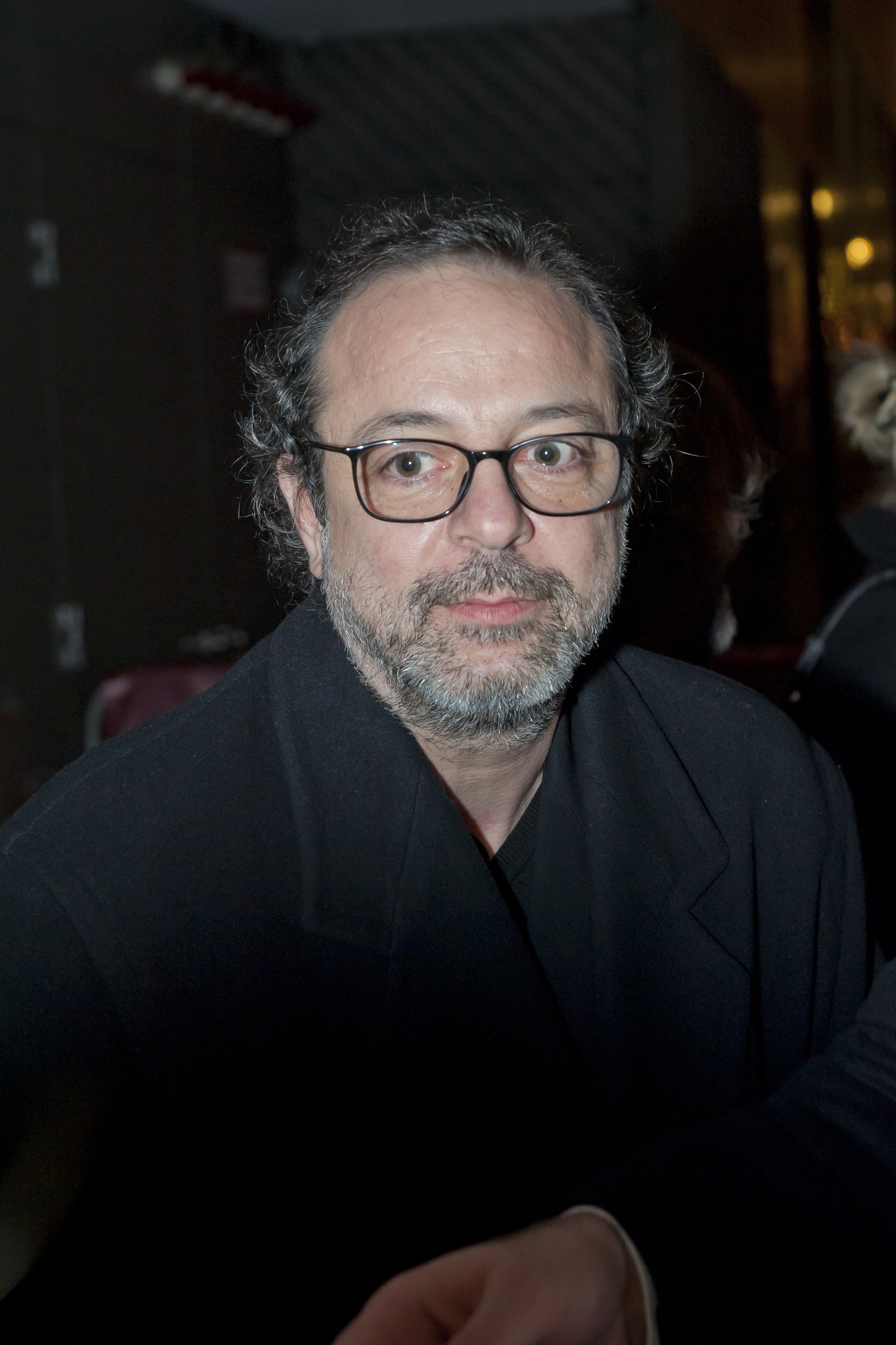
Semih Kaplanoğlu auf der Berlinale 2010

Semih Kaplanoğlu (* 4. April 1963 in Izmir) ist ein türkischer Filmregisseur, Drehbuchautor und Filmproduzent. Er zählt neben Nuri Bilge Ceylan zu den bekanntesten Vertretern des aktuellen türkischen Kinos.

## Biografie

### Ausbildung und erste Spielfilme
Semih Kaplanoğlu begann Anfang der 1980er Jahre an der Fakultät für Bildende Künste der staatlichen Dokuz Eylül Üniversitesi in Izmir zu studieren. Sein Studium in der Fachrichtung Kino und Fernsehen beendete er im Jahr 1984 mit dem 14-minütigen 16-mm-Kurzfilm Mobapp in Schwarzweiß. Daraufhin arbeitete er als Werbetexter. Ende der 1980er Jahre war Kaplanoğlu als Kameraassistent an den Dokumentarfilmen Eski Evler Eski Ustalar (1986) und Mimar Sinan’ın Anıları (1989) von Süha Arın (1942–2004) beteiligt und begann mit der Veröffentlichung von Artikeln zum Thema Bildende Kunst und Film. 1990 zeichnete er für den Katalog von Erol Akyavaş' Ausstellung Iconoclasts in der Eremitage in Sankt Petersburg verantwortlich.
Anfang der 1990er Jahre legte Kaplanoğlu mit dem 8-minütigen Farbfilm Asansör (1993) einen weiteren Kurzfilm vor. Einem breiten türkischen Publikum wurde er als Autor und Regisseur der 52-teiligen Fernsehserie Şehnaz Tango bekannt, die von 1994 bis 1996 von den Sendern Show TV und Inter Star TV ausgestrahlt wurde. Daraufhin schrieb Kaplanoğlu Kolumnen für türkische Tageszeitungen, darunter die Kolumne Karşılaşmalar (dt.: „Begegnungen“).
Im Jahr 2000 gab Kaplanoğlu mit Herkes kendi evinde sein Spielfilmdebüt, für das er auch das Drehbuch verfasste. Die Geschichte um einen jungen Türken und Vollwaisen (gespielt von Tolga Çevik), der mit seinem aus Russland heimgekehrten Großvater (Erol Keskin) den familiären Olivenhain in der Nähe von Alaçati aufsucht, war großer Zuspruch bei heimischen Kritikern beschieden. Herkes kendi evinde wurde 2001 gemeinsam mit Serdar Akars Fußballfilm Dar Alanda Kısa Paslaşmalar der Preis für den besten türkischen Spielfilm des Internationalen Filmfestivals von Istanbul sowie der Hauptpreis des Filmfestivals von Ankara zugesprochen. Der US-amerikanische Branchendienst Variety lobte Kaplanoğlus Film als feinfühlige Regiearbeit, kritisierte aber die Handlung als übermäßig vorhersehbar.
Nach seinem Spielfilm gründete Kaplanoğlu gemeinsam mit der Produzentin Suzan Hande Güneri und dem Drehbuchautor Orçun Köksal die Filmproduktionsgesellschaft Kaplan Film Production, mit der er seine folgenden Filmprojekte realisierte. 2004 folgte mit Melegin Düsüsü – Angel’s Fall sein zweiter Spielfilm, mit dem er an den vorangegangenen Erfolg anknüpfen konnte. In dem Drama schlüpfte Tülin Özen in die Rolle einer jungen Türkin, die jahrelang von ihrem Vater sexuell missbraucht wird. Als sie in den Besitz der Kleider einer Toten gelangt, löst sie sich von ihrer Lethargie, die in Aggression und Gewalt gegen den Vater umschlägt. Melegin Düsüsü wurde mit mehreren internationalen Festivalpreisen ausgezeichnet und fand auch einen deutschen Verleih. Deutsche Kritiker verglichen den Film mit den Werken Andrei Tarkowskis. Die Berliner Zeitung lobe den Film als „eigenwillige Studie über das Überleben in einem Zustand absoluter Entwertung“, während der film-dienst auf die subtile Bildgestaltung hinwies und Kaplanoğlus Regiearbeit als „religiös-patriarchale Prometheus-Variante“ deutete. Die türkische Schauspielerin Tülin Özen sollte Kaplanoğlu auch mit Rollen in seinen folgenden Filmen betrauen.

### Die „Yusuf“-Trilogie
Zwischen 2007 und 2010 schuf Kaplanoğlu unter Mitarbeit von Drehbuchautor Orçun Köksal mit den Spielfilmen Yumurta (dt.: „Ei“), Süt („Milch“) und Bal („Honig“) seine rückwärts erzählte, vielfach prämierte „Yusuf“-Trilogie, in der es ihm um die Wiederentdeckung der anatolischen Provinz ging. In Yumurta (2007) kehrt der über 40 Jahre alte Dichter Yusuf (gespielt von Nejat İşler) nach dem Tod seiner Mutter aus dem selbstgewählten großstädtischen Exil in seine Geburtsstadt zurück. In dem Coming-of-Age-Filmdrama Süt (2008), der im Wettbewerb der 65. Filmfestspiele von Venedig konkurrierte, blickt Kaplanoğlu auf den 20-jährigen Yusuf (gespielt vom Laiendarsteller Melih Selçuk), der mit seiner Mutter (Başak Köklükaya) am Rand einer anatolischen Kleinstadt lebt, wo diese einen bäuerlichen Kleinstbetrieb führt. Die Mutter drängt ihren Sohn mehr zum Lebensunterhalt beizutragen, stattdessen träumt dieser von einer Karriere als Dichter. Das Porträt einer ländlich geprägten Gesellschaft unter Modernisierungsdruck erhielt gemischte Kritiken im deutschen Sprachraum. Während der film-dienst Süt als „ruhige, subtil melancholische Parabel über das doppelte Erwachsenwerden von Mutter und Sohn“ rezensierte, beschrieb die Frankfurter Allgemeine Zeitung den Film als „pseudotiefsinnig“, dessen lang und schön anzusehende Einstellungen selten geeignet wären, den erzählerischen Fluss aufrechtzuerhalten.
Größeren Zuspruch erhielt Kaplanoğlus dritter Teil Bal (2010), der in den Wettbewerb der 60. Internationalen Filmfestspiele von Berlin eingeladen wurde. Der Filmemacher, der Robert Bresson als seinen Lehrmeister betrachtet, blickt auf den sechsjährigen Grundschüler Yusuf (gespielt von Bora Altaş), dessen Vater (Erdal Beşikçioğlu) als Bienenzüchter den Lebensunterhalt der Familie verdient. Als die Bienen überraschend ausbleiben und sein Vater im anatolischen Bergwald spurlos verschwindet, beginnt der Junge das Sprechen einzustellen und begibt sich später selbst auf die Suche nach seinem Vater. Deutsche Kritiker zählten Bal zu den Mitfavoriten auf den Goldenen Bären und lobten den Film für seine Wortkargheit, die wunderschönen, nicht verklärenden Naturaufnahmen und die Leistung des Kinderdarstellers Bora Altaş. Tatsächlich gewann Kaplanoğlu für den Abschluss seiner autobiografisch geprägten Trilogie den Hauptpreis des Filmfestivals. Bei der Preisverleihung wies der Filmemacher auf die bedrohte Natur Anatoliens hin und dass der Goldene Bär dazu beitragen solle, diese zu retten. „Mich interessiert die Seele des Menschen, sein Geist. Ich frage, was damit passiert in unserer Gegenwart. Nehmen wir als Beispiel die Industrialisierung: Sie schenkt uns viel und sie nimmt uns auch viel. Wie verändert das unser Leben?“, so Kaplanoğlu.

## Filmografie
- 1984: Mobapp (Kurzfilm)
- 1993: Asansör (Kurzfilm)
- 1994–1996: Şehnaz Tango (Fernsehserie)
- 2000: Herkes kendi evinde
- 2004: Melegin Düsüsü – Angel’s Fall (Meleğin Düşüşü)
- 2007: Yumurta – Ei (Yumurta)
- 2008: Süt – Milch (Süt)
- 2010: Bal – Honig (Bal)
- 2017: Grain – Weizen (Buğday)
- 2021: Bağlılık Hasan (Commitment Hasan)

## Auszeichnungen
Ankara International Film Festival
- 2001: Bester Film für Herkes kendi evinde

Antalya Golden Orange Film Festival
- 2007: Bester Film und Bestes Drehbuch für Yumurta

Internationale Filmfestspiele Berlin
- 2010: Goldener Bär für Bal – Honig

Europäischer Filmpreis
- 2010: nominiert in den Kategorien Bester Film und Beste Regie für Bal – Honig

Fajr Film Festival
- 2008: Beste Regie für Yumurta

International Istanbul Film Festival
- 2001: Bester türkischer Film des Jahres für Herkes kendi evinde
- 2005: FIPRESCI-Preis für Melegin Düsüsü
- 2008: Bester Film für Yumurta
- 2009: FIPRESCI-Preis für Süt
- 2010: Spezialpreis der Jury für Bal – Honig

Festival des Trois Continents
- 2005: Goldener Montgolfiere für Melegin Düsüsü

Filmfestival Türkei/Deutschland
- 2006: Preis der Nachwuchsjury für Melegin Düsüsü

Singapore International Film Festival
- 2002: Silver Screen Award für die beste Regie und nominiert in der Kategorie Bester Film für Herkes kendi evinde

Internationale Filmfestspiele von Venedig
- 2008: nominiert für den Goldenen Löwen für Süt

Tokyo International Film Festival
- 2017: Tokyo Sakura Grand Prix für Grain – Weizen